# Marshmallow
I marshmallow (termine inglese; in italiano toffolette o cotone dolce) sono dei cilindretti di zucchero e gelatina animale, forma evoluta di un dolce ricavato in origine dalla pianta Althaea officinalis. Vengono consumati principalmente negli Stati Uniti e solitamente sono di colore bianco e morbidi al tatto.

## Nome
Il nome deriva dal fatto che i marshmallow venivano in origine preparati da petunia dell'Althaea officinalis (il cui nome inglese è marshmallow), una malvacea.

## Consumo
I marshmallow possono essere preparati secondo una varietà di modi: i più noti sono la cottura sul fuoco per essere mangiati da soli (di tradizione anglosassone, e richiamata in molti libri e film), o inseriti tra due biscotti Graham insieme a un pezzo di cioccolata formando così lo s'more.
I marshmallow si prestano anche come ingrediente di dolci più elaborati, come per esempio una torta (marshmallow pie).

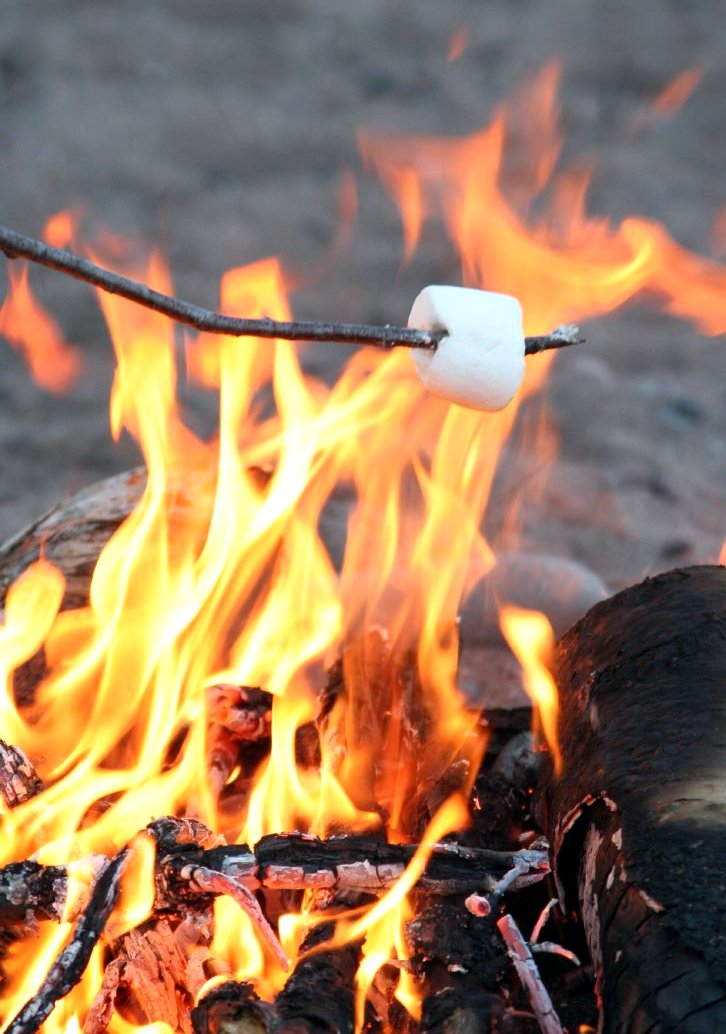
Un marshmallow che viene scaldato sul fuoco
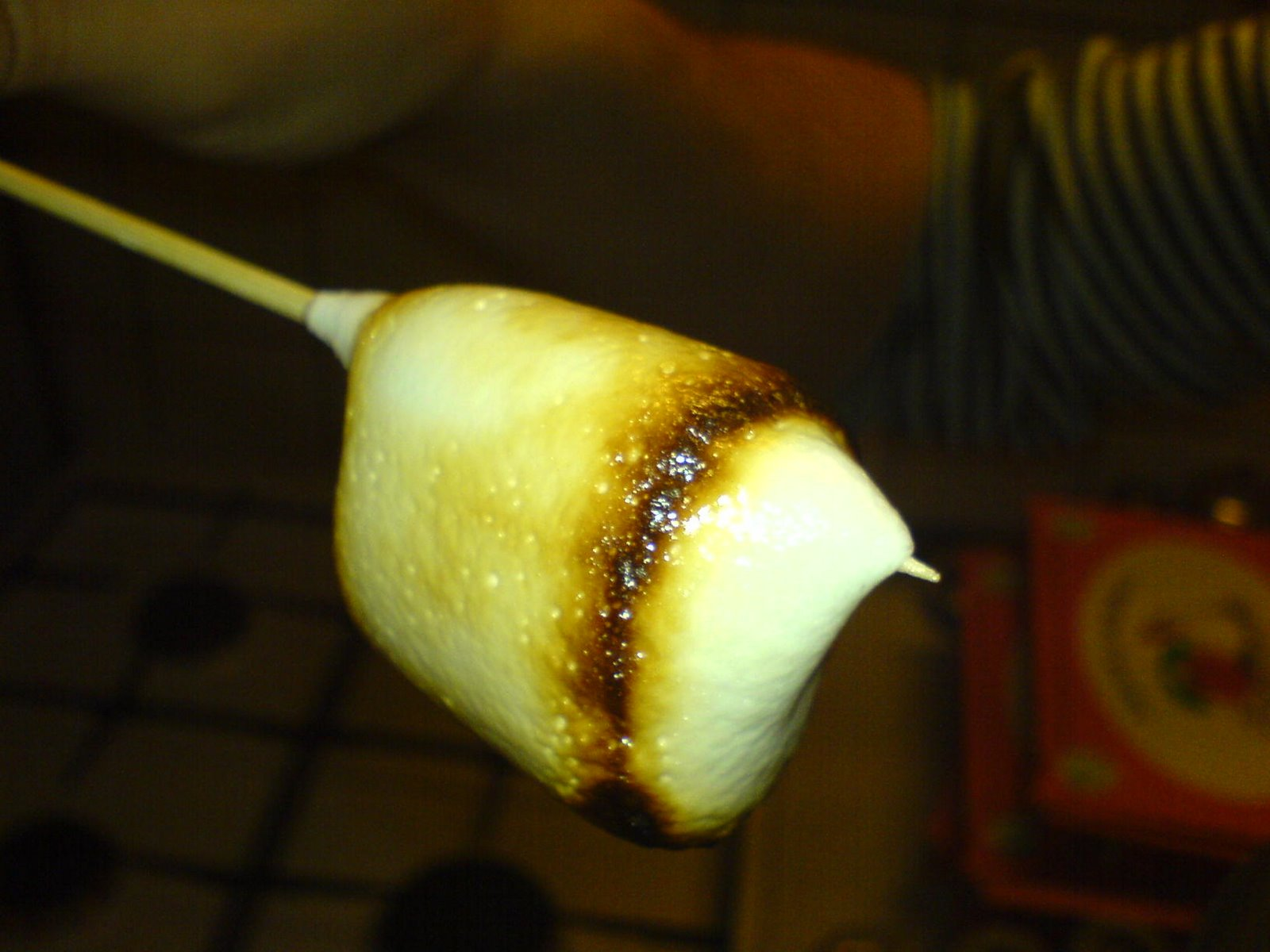
Marshmallow abbrustolito
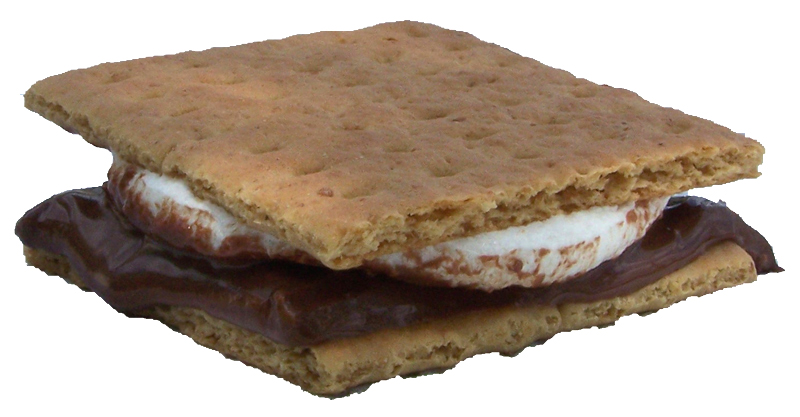
s'more

## Storia
Nel ventesimo secolo i marshmallow sono stati diffusi negli Stati Uniti grazie a un nuovo processo di fabbricazione inventato da Alex Doumak negli anni cinquanta. Qualche forma dei marshmallow già esisteva nel 2000 a.C. presso gli Egizi. Nel XIX secolo i marshmallow erano popolari in Francia, dunque i francesi hanno iniziato a cercare di fabbricarli in modo più efficace: intorno al 1850, invece di fare il dolce sbattendo a mano il succo estratto dalla radice della pianta di altea, li hanno fatti con gelatina di grano; comunque il procedimento era ancora molto lungo. Quindi Doumak ha inventato il processo utilizzato oggigiorno, in cui gli ingredienti del marshmallow vengono estrusi e poi tagliati e impacchettati. Dopo l'invenzione di Doumak, il marshmallow è diventato estremamente popolare.

## I marshmallow nei media
- Nella serie Disney DuckTales - Avventure di paperi in un episodio zio Paperone mette i marshmallow nella cioccolata calda. Non esistendo un corrispettivo italiano della parola inglese marshmallow, nella versione italiana si usa il termine "meringhe" che però è a base di chiara d'uovo.
- Nel cartoon A tutto reality, al termine di ogni puntata, la squadra perdente viene convocata attorno al falò dove il presentatore Chris McLean annuncia il nome di chi è destinato a lasciare per sempre l'isola ed i personaggi rimanenti sono premiati con un marshmallow.
- Nelle strisce dei Peanuts i marshmallow sono la componente fondamentale dei pasti intorno al fuoco di Snoopy e della sua compagnia scout composta da Bill, Conrad, Harriet e Oliver, gli amici del piccolo uccello giallo Woodstock. Non esistendo un corrispettivo italiano della parola inglese marshmallow, il traduttore Franco Cavallone inventò il termine "toffolette".
- Nel film Ghostbusters - Acchiappafantasmi uno dei principali nemici degli acchiappafantasmi è il gigante Stay Puft Marshmallow Man vestito da marinaretto.
- Nel testo della celebre canzone dei Beatles, Lucy in the Sky with Diamonds si parla di una marshmallow pie.
- Nella serie TV How I Met Your Mother, i protagonisti Marshall Eriksen e Lily Aldrin sono soprannominati "Marshmallow and Lilypad".
- Nella serie TV "The Vampire Diaries" (6º episodio della 3ª stagione) Damon finge di flirtare con Rebekah, insegnandole come gustare i marshmallow arrostiti sul fuoco.
- Nel telefilm Scrubs - Medici ai primi ferri Elliot viene ripetutamente chiamata marshmallow dall'infermiera Roberts.
- Nel film Star Trek V: L'ultima frontiera del 1989, il capitano Kirk, Spock e il dottor McCoy, in licenza sulla Terra, accampati in una foresta del Nord America, allestiscono un fuoco e cenano a base di fagioli e whisky. Dopo cena Spock estrae da un cilindro un marshmallow destando sorpresa nei suoi compagni che gli chiedono come facesse a conoscere quel dolce, al che Spock risponde di aver compiuto una ricerca sugli usi e costumi umani.
- In una scena del film L'amore non va in vacanza (The Holyday), Cameron Diaz e Jude Law consumano marshmallow insieme alle due figlie di lui, le piccole Sophie e Olivia, dando vita ad un simpatico quadretto familiare.
- Nella pagina iniziale del romanzo Fahrenheit 451 di Ray Bradbury si dice che il protagonista, impegnato a bruciare dei libri e la casa che li contiene, vorrebbe "above all, like the old joke, to shove a marshmallow on a stick in the furnace"; l'espressione rimanda all'abitudine di arrostire i marshmallow sul fuoco, ma il traduttore italiano scrive "spingere un'altea su un bastone dentro la fornace", traducendo marshmallow con il nome della pianta di origine (altea) e non con quello del dolce da essa ricavato, il che rende l'espressione in parte incomprensibile al lettore italiano. In una traduzione successiva, essa è stata poi resa "più di ogni altra cosa avrebbe voluto cuocere un marshmallow, lo zuccherino infilato su un rametto e rosolato nel forno dell’incendio come in un vecchio gioco".
- Nel film del 2011 Una notte da leoni 2 i protagonisti sono drogati per mezzo di marshmallow sofisticati da uno dei personaggi (Alan).
- Nel cartone animato Rio il protagonista, un'ara di Spix di nome Blu, dichiara che la sua colazione preferita è a base di latte caldo e marshmallow.
- La versione 6.0 del sistema operativo Android pubblicata nel 2015 ha come nome di versione Marshmallow.
- In Mirmo!! i marshmallow sono i dolci preferiti di Murmo
- Nella sitcom The Big Bang Theory il fisico teorico Sheldon Cooper è solito mangiare dei piccoli marshmallow nella cioccolata calda.
- In una puntata de I Robinson la piccola Rudy chiede alla madre se può mettere i marshmallow nella cioccolata ma, trattandosi di un telefilm degli anni 80, il termine viene tradotto con "meringhe".
- Nel film Papà, ho trovato un amico il piccolo Thomas J. chiede all'amica Vada come pensa che sia il Paradiso e Vada risponde che è un posto dove "Non si fa altro che andare a cavallo e mangiare marshmallow".
- Nella popolare serie Happy Days Fonzie, ogni volta che Marion Cunningham gli offre una tazza di cioccolata calda, pretende anche "le caramelle alla malva" che sono appunto i marshmallows. Sempre i marshmallow, ma stavolta chiamati in maniera corretta, fanno parte di una coppa di gelato che Fonzie chiede quando accompagna un bambino a festeggiare il compleanno nell'episodio I problemi di Potsie.
- Nella serie TV Piccoli brividi tratta dall'omonima serie di libri, l'episodio Il campeggio degli orrori nomina due volte i marshmallow.
- Nel terzo episodio della seconda stagione di Prisma (serie televisiva) Andrea mangia dei marshmallow prima con lo zio prete, e in seguito con l'amico Daniele.